# فوران آتشفشانی

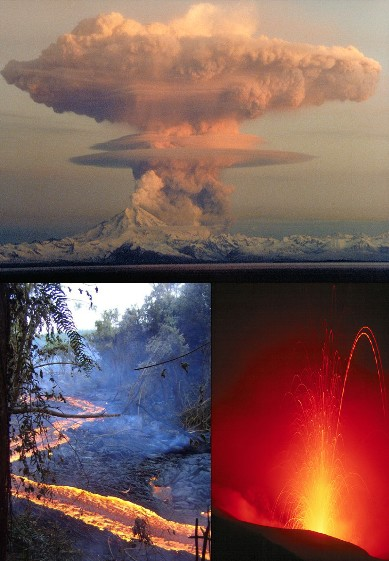
دو نوع فوران در خلال فعالیت آتشفشانی: یک ستون فوران در فوران نوع پلینی (عکس بالا)، یک جریان گدازهٔ بازالتی در فوران نوع هاوایی (عکس پایین سمت چپ) و یک کمان گدازه‌ای در فوران نوع استرومبولی (عکس پایین سمت راست).

در خلال فوران آتشفشانی گدازه، خاکستر، لاپیلی، بمب‌های آتشفشانی و گازهای گوناگون از دهانه یا شکاف‌های آتشفشان به بیرون پرتاب می‌شود. آتشفشان‌شناسان انواع گوناگون فوران آتش فشانی را شناسایی کرده‌اند. این انواع معمولاً با نام مهمترین آتشفشان از هر نوع نامگذاری شده‌اند. برخی از کوه‌های آتشفشان ممکن است در خلال یک دوره فعالیت فقط یکی از انواع فوران را از خود نشان دهند، در حالی که برخی دیگر از کوه‌های آتش فشان در یک سری از فعالیت‌های آتشفشانی ترتیبی از چند نوع فوران را دارند.
فوران‌های آتشفشانی به سه دستهٔ اصلی طبق بندی می‌شوند. شناخته شده‌ترین نوع فوران آتشفشانی فوران ماگماتیک است. در این نوع فوران گازها از حالت فشرده خارج شده و ماگما را به بیرون پرتاب می‌کند. نوع دیگر فوران آتش فشانی فوران فرئاتوماگماتیک است. در این نوع فشرده شدن گازها باعث فعالیت ماگماها می‌شود. نوع سوم فوران فوران فرئاتیک است که در اثر داغ شدن بخار بخاطر تماس با ماگما پدید می‌آید. فوران نوع سوم اغلب هیچ ماگمایی به بیرون نمی‌پاشد، ولی به جای آن سنگ‌ها و صخره‌های موجود را ریز ریز می‌کند. این سه نوع طبقه‌بندی کلی خود دارای زیرطبقه‌هایی هستند. ضعیف‌ترین فوران آتشفشانی فوران از نوع هاوایی و زیردریایی است، پس از آن فوران نوع استرومبولی و سپس ولکانو و سورتسی هستند. انواع نیرومندتر فوران عبارتند نوع پله و پلینی. نیرومندترین نوع فوران فوران فراپلینی است. فوران‌های زیریخی و فرئاتیک طبق سازوکار فورانیشان تعریف می‌شوند و از نظر نیرو گوناگون هستند. یکای اندازه‌گیری نیروی فوران نمایه شدت فوران آتشفشان است که یک مقیاس بزرگی از صفر تا ۸ بوده و مربوط به انواع فوران می‌شود.

## سازوکار فوران
فوران‌های آتشفشانی دارای یکی از این سه نوع سازوکار هستند:
- کاهش فشردگی گاز و در نتیجه فوران ماگما
- فشردگی دمایی در اثر خنک شدن به واسطهٔ تماس با آب که فوران فرئاتوماگماتیک را سبب می‌شود.
- بیرون ریختن ذرات به خاطر فشار بخار که تولید فوران فرئاتیک می‌کند. این فشار گاهی تا ۷۰۰ پاسکال نیز می‌رسد.

از نظر نوع فعالیت دو نوع فوران وجود دارد: فوران انفجاری و فوران آرام. فوران‌های انفجاری در اثر انفجارهای گازی پدید می‌آیند که ماگما و تفرا را به بیرون پرتاب می‌کند. در فوران‌های آرام گدازه بدون انفجار قابل توجهی به بیرون سرازیر می‌شود.
فوران‌های آتشفشانی از نظر نیرو بسیار مختلفند. از یک سو فوران‌های آرام از نوع هاوایی قرار دارد که مشخصهٔ آن داشتن چشمه‌های گدازه و جریان گدازهٔ مایع است. این نوع فوران چندان خطرناک نیست. در سوی دیگر فوران نوع پلینی قرار دارد که دارای فوران‌های بسیار خطرناک، خشن و گسترده‌است. آتشفشان‌ها همیشه از دهانه فوران نمی‌کنند. برخی از آتشفشان‌ها از شکاف‌های کناری خود فوران می‌کنند.